# Marcel Berré
Marcel Louis Berré (* 12. November 1882 in Antwerpen; † 27. Oktober 1957 in Genf) war ein belgischer Fechter.

## Erfolge
Marcel Berré nahm an drei Olympischen Spielen teil. 1912 verpasste er in Stockholm in den Einzelkonkurrenzen mit dem Florett und dem Degen sowie mit der Säbel-Mannschaft jeweils die Finalrunde. Bei den Olympischen Spielen 1920 in Antwerpen schied er im Einzel des Florettwettbewerbs bereits in der ersten Runde aus und wurde mit der Mannschaft Sechster. Bei seiner letzten Olympiateilnahme 1924 in Paris gewann Berré mit der Florett-Equipe, zu der neben ihm selbst Désiré Beaurain, Charles Crahay, Maurice Van Damme, Fernand de Montigny und Albert De Roocker gehörten, hinter Frankreich die Silbermedaille.